# Llora
Les llores o blaves són un grup de cualbres de mida mitjana a gran; carn mitjanament consistent i dolça; barret de color sovint grisenc, violeta blavós o verd, algun cop (llora mostelina) brunenc; làmines blanques, o bé greixoses o bé fràgils, la cama més aviat curta i la carn dolça.

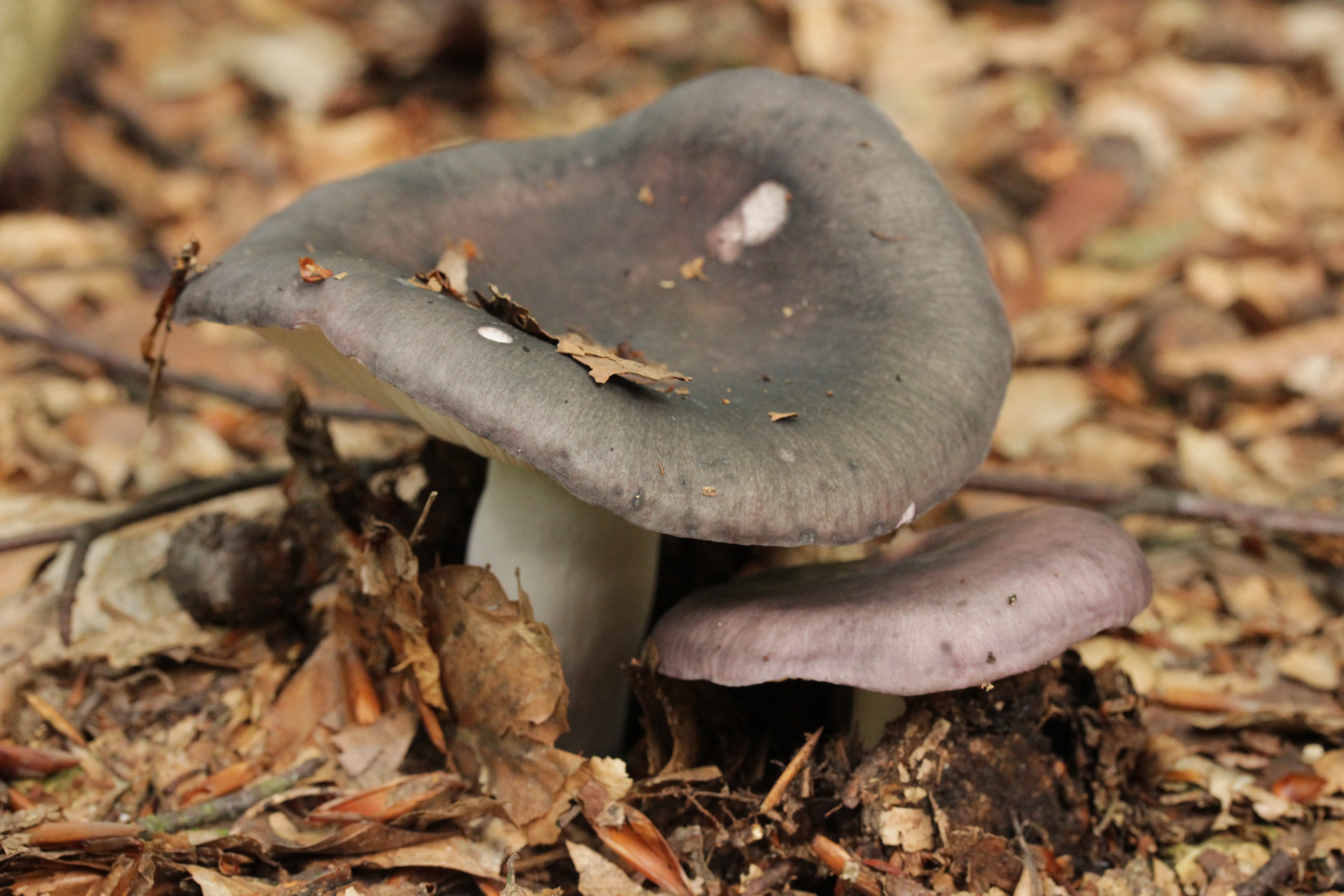
Llora morada (Russula cyanoxantha)

## Espècies de llores o blaves
Les espècies de llores o blaves més corrents són:
- Russula cyanoxantha, llora morada, blavet
- Russula cyanoxantha f. cutefracta, llora morada pigada
- Russula cyanoxantha'' f. '' peltereaui, llora verda de Peltereau
- Russula parazurea, llora blavenca
- Russula ilicis, llora d’alzina gran
- Russula pseudoaeruginea, llora d’alzina petita
- Russula amethystina, llora d’ametista
- Russula monspeliensis llora d’estepa
- Russula heterophylla, llora forcada
- Russula aeruginea, llora gris verdosa
- Russula grisea, llora grisa
- Russula ionochlora, llora lila
- Russula mustelina, llora mostelina
- Russula vesca, llora rosada
- Russula virescens, llora verda